# Torrent del Capellà
El Torrent del Capellà  és un afluent per la dreta de l'Aigua d'Ora que neix i desguassa al terme municipal de Guixers (Solsonès).

## Descripció
Neix a 994 metres d'altitud a 340 metre al NW de la masia de Bancells al peu (banda est) de la carretera que duu a Sisquer (en una corba pronunciada que es troba a 830 metres de l'inici d'aquesta carretera a la LV-4241. D'orientació predominant E-W, desguassa a l'Aigua de Llinars a 884 metres d'altitud i a uns 160 m. al sud la Caseta.

## Municipis que travessa
Fa tot el seu recorregut pel municipi de Guixers.

## Xarxa hidrogràfica
No té cap afluent.